# Біллі Ді Вільямс
| Актор | Це незавершена стаття про актора. Ви можете допомогти проєкту, виправивши або дописавши її. |

Вільям Десембер Біллі Ді Вільямс-молодший (англ. William December «Billy Dee» Williams, Jr.; нар. 6 квітня 1937, Нью-Йорк, США) — американський актор, художник, співак і письменник. Відомий виконанням ролі Лендо Калріссіана у фільмах «Зоряні війни. Епізод V: Імперія завдає удару у відповідь» та «Епізод VI: Повернення джедая».

## Фільмографія
- 1972 — Леді співає блюз / Lady Sings the Blues
- 1973 — Удар / Hit!
- 1977 — «Скотт Джоплін[en]»
- 1980 — Зоряні війни. Епізод V. Імперія завдає удару у відповідь / Star Wars Episode V: The Empire Strikes Back
- 1981 — Нічні яструби / Nighthawks
- 1983 — Зоряні війни. Епізод VI: Повернення джедая / Star Wars Episode VI: Return of the Jedi
- 1984 — Місто страху / Fear City
- 1987 — Смертельна ілюзія / Deadly Illusion
- 1989 — Бетмен / Batman
- 1993 — Позначений для вбивства / Marked for Murder
- 1996 — Мішень, що біжить / Moving Target
- 2003 — Епоха: Еволюція
- 2019 — Зоряні війни: Скайвокер. Сходження / Star Wars: The Rise of Skywalker